# Fabian Lienhard
Fabian Lienhard (Steinmaur, 3 settembre 1993) è un ciclista su strada e ciclocrossista svizzero che corre per la Tudor Pro Cycling Team.

## Palmarès

### Strada
- 2010 (Juniores)

2ª tappa Grand Prix Rüebliland (Münchwilen > Münchwilen)
- 2014 (EKZ Racing Team, due vittorie)

Meisterschaft von Zürich
Campionati svizzeri, Prova in linea Under-23
- 2015 (EKZ Racing Team, una vittoria)

Prix du Saugeais
- 2018 (Holowesko-Citadel, una vittoria)

1ª tappa Tour de Normandie (Saint-Pierre-en-Auge > Le Neubourg)
- 2019 (IAM Excelsior, due vittorie)

Poreč Trophy
2ª tappa Tour du Loir-et-Cher (Les Montils > Chailles)

#### Altri successi
- 2013 (EKZ Racing Team)

ARIF-Mannschaftszeitfahren (La Brévine, cronosquadre)
- 2014 (EKZ Racing Team)

École-Valentin
Schwarzhäusern
Criterium Steinmaur
ARIF-Mannschaftszeitfahren (La Brévine, cronosquadre)
- 2015 (EKZ Racing Team)

Leo Wirth Gedächtnisrennen
ARIF-Mannschaftszeitfahren (La Brévine, cronosquadre)
- 2016 (BMC Development Team)

Grand Prix Osterhas
Grand Prix Mobiliar
Leo Wirth Gedächtnisrennen
Cham-Hagendorn
- 2018 (Holowesko-Citadel)

Criterium Steinmaur

### Ciclocross
- 2011-2012

Campionati svizzeri, Under-23
- 2014-2015

Campionati svizzeri, Under-23

## Piazzamenti

### Grandi Giri
- Giro d'Italia

2023: 112º
2024: 139º
- Tour de France

2025: 157º
- Vuelta a España

2022: 122º

### Classiche monumento
- Milano-Sanremo

2025: 133º
- Giro delle Fiandre

2020: 95º
2022: 51º
2023: 78º
2024: 63°
2025: 73º
- Parigi-Roubaix

2021: ritirato
2022: fuori tempo massimo
2023: 34º
2024: 84º
2025: 60º

### Competizioni mondiali
- Campionati del mondo su strada

Offida 2010 - In linea Junior: 9º
Ponferrada 2014 - In linea Under-23: 12º
Richmond 2015 - In linea Under-23: 6º
Doha 2016 - In linea Elite: ritirato
Bergen 2017 - In linea Elite: 100º
Fiandre 2021 - In linea Elite: 63º
Wollongong 2022 - In linea Elite: 89º
Glasgow 2023 - In linea Elite: ritirato
Zurigo 2024 - In linea Elite: ritirato
- Campionati del mondo di ciclocross

Tabor 2010 - Juniores: 43º
Sankt-Wendel 2011 - Juniores: 13º
Koksijde 2012 - Under-23: 32º
Louisville 2013 - Under-23: 26º
Hoogerheide 2014 - Under-23: 25º
Tábor 2015 - Under-23: 13º

### Competizioni europee
- Campionati europei su strada

Olomouc 2013 - In linea Under-23: 58º
Nyon 2014 - In linea Under-23: 14º
Tartu 2015 - In linea Under-23: 48º
Plumelec 2016 - In linea Elite: 94º
Glasgow 2018 - In linea Elite: ritirato
Alkmaar 2019 - In linea Elite: 17º
Trento 2021 - In linea Elite: ritirato
Drenthe 2023 - In linea Elite: 48º
Limburgo 2024 - In linea Elite: 15º
- Campionati europei di ciclocross

Rennaz 2009 - Juniores: 3º
Frankfurt 2010 - Juniores: 22º
Lucca 2011 - Under-23: 30º
Ipswich 2012 - Under-23: 26º
Mladá Boleslav 2013 - Under-23: 23º